# Congolees Nationaal Bevrijdingsfront

Voormalige Provincie Shaba, Zaïre.

Het Congolese Nationale Bevrijdingsfront (Frans: Front de libération nationale congolaise, FLNC), is een politieke partij, opgericht door rebellen met wortels in Katanga. De partij is samengesteld uit voormalige leden van de Katangese Gendarmerie en was voornamelijk actief in de jaren zeventig in Angola en Zaïre. Onder leiding van Nathaniel Mbumba werd het FLNC opgericht in Angola met als hoofddoel het verdrijven van Mobutu Sese Seko, de toenmalige president van Zaïre. De FLNC staat vooral bekend om twee invasiepogingen in de provincie Katanga (hernoemd tot Shaba) in Zaïre, die plaatsvonden in 1977 en 1978. Deze invallen, die het regime van Mobutu bedreigden, resulteerden in twee internationale conflicten genaamd Shaba I en Shaba II. Deze gebeurtenissen compliceerden de al ingewikkelde Angolese Burgeroorlog verder. Na 1991 werd het FLNC actief in het politieke landschap van Zaïre en later in de Democratische Republiek Congo.

## Fundering

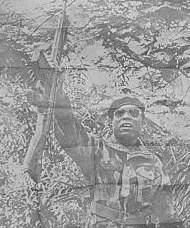
Nathaniel Mbumba, leider van de FLNC, op een propagandaposter uit 1978.

De FLNC vindt zijn oorsprong als de Katangese Gendarmerie, het leger van de secessionistische staat Katanga tijdens de Congocrisis. Na het mislukken van de Katangese afscheiding werden veel van de inheemse Katanga-troepen in de jaren zestig gedwongen in ballingschap te gaan, en velen van hen belandden in Portugees Angola. Onder leiding van Nathaniel Mbumba namen ze deel aan gevechten aan de zijde van de Portugese koloniale macht tijdens de Angolese Onafhankelijkheidsoorlog, en later vormden ze in 1967 het FLNC. Na de nederlaag van de Portugezen in 1974 voegden ze zich bij de zegevierende MPLA-beweging.
Het FLNC had geen bredere politieke agenda dan het beëindigen van de heerschappij van Mobutu over Zaïre. De troepen van het FLNC werden vermoedelijk getraind door Cubaanse adviseurs.

## Shaba I
Op 7 maart 1977 voerde de FLNC, met een geschatte sterkte van ongeveer 1500 personen, een inval uit in Shaba (voorheen bekend als Katanga), komende vanuit Oost-Angola. Met als doel Mobutu omver te werpen, veroverde de FLNC al snel steden zoals Kolwezi, Kasaji en Mutshatsha. Mobutu riep op 2 april de hulp in van William Eteki, de voorzitter van de Organisatie voor Afrikaanse Eenheid, gevestigd in Kameroen. Als reactie hierop bracht de Franse regering op 10 april 1500 Marokkaanse troepen over naar Kinshasa.
De Franse versterkingen bundelden hun krachten met de Zaïrese strijdkrachten om de opmars van de FLNC te stuiten. Egyptische piloten, vliegend in door Frankrijk vervaardigde FAZ Dassault Mirage 5 straaljagers, zorgden voor luchtsteun. In samenwerking met een Egyptisch-Marokkaarse strijdmacht slaagden ze erin de laatste militanten in april terug te drijven, samen met een aantal vluchtelingen, richting Angola en Zambia.

## Shaba II
Tijdens de Shaba II-interventie veroverden ongeveer 4000 rebellen de stad Kolwezi. Er wordt gezegd dat Nathaniel Mbumba de controle over zijn troepen verloor, wat resulteerde in geweld tegen Europese en Zaïrese burgers. De meerderheid van de rebellen trok zich snel terug, en de ongeorganiseerde troepen werden teruggedrongen naar de Angolese Volksrepubliek na de tussenkomst van het Franse Vreemdelingenlegioen tijdens de Slag om Kolwezi.

## Latere acties
In 1987 werd Mbumba uit de partij gezet. In 1990 initieerde Mobutu stappen om het meerpartijenstelsel te herstellen. De FLNC werd in 1991 gelegaliseerd en haar leden keerden terug naar Zaïre. Gedurende de Eerste Congolese Burgeroorlog vocht de FLNC samen met het Zaïrese leger, omdat beide partijen zich verzetten tegen de aanwezigheid van Rwandese troepen in Zaïre. Later neigde de FLNC echter naar een gunstige houding ten opzichte van de AFDL-rebellen onder leiding van Laurent-Désiré Kabila.
Tijdens het presidentschap van Joseph Kabila schaarde de FLNC zich aan de zijde van de oppositie.

## Verder lezen
- Erik Kennes en Miles Larmer, De Katangese gendarmes en oorlog in Centraal-Afrika: vechten hun weg naar huis, Bloomington, IN: Indiana University Press, 2016. Pp. 318. $ 35 (pkk).